# الخالدیه (سوریه)
الخالدیه (به عربی: الخالدیة) یک روستا در سوریه است که در حماه واقع شده‌است. الخالدیه ۴٬۷۴۰ نفر جمعیت دارد.